# Murwanka
Murwanka är ett periodiskt vattendrag i Burundi.   Det ligger i provinsen Muyinga, i den norra delen av landet, 110 km nordost om huvudstaden Bujumbura.
Omgivningarna runt Murwanka är en mosaik av jordbruksmark och naturlig växtlighet. Runt Murwanka är det ganska tätbefolkat, med 230 invånare per kvadratkilometer.